# Инкогнито
Инкогнито (на английски: Incognito) е британска музикална група, смятана за важен участник в течението асид джаз.
В цялата история на групата неин лидер е Жан-Пол Муник – Блуи, който е композитор, продуцент, китарист и певец, както и основател на групата. Други бележити членове на групата са певците Мейса Лийк, Джоселин Браун и Карлийн Андерсън.
Дебютният им албум „Jazz Funk“ излиза през 1981 г.
Групата има периодични успехи в класациите за сингли, като един от най-големите им хитове е версия на „Always There“ на Рони Лоус с участието на Джоселин Браун.
„Инкогнито“ гостува няколко пъти в България: в средата на септември 2002 г. в Националния дворец на културата (НДК) и на 16 септември 2005 г. пак в НДК.

## Дискография

### Студийни албуми
- 1981 „Jazz Funk“
- 1991 „Inside Life“
- 1992 „Tribes, Vibes and Scribes“
- 1993 „Positivity“
- 1995 „100° And Rising“
- 1996 „Beneath The Surface“
- 1999 „No Time Like The Future“
- 2001 „Life, Stranger Than Fiction“
- 2002 „Who Needs Love“
- 2004 „Adventures in Black Sunshine“
- 2005 „Eleven“
- 2006 „Bees + Things + Flowers“
- 2008 „Tales from the Beach“
- 2010 „Transatlantic R.P.M.“
- 2012 „Surreal“
- 2014 „Amplified Soul'“
- 2016 „In Search of Better Days“
- 2019 „Tomorrow's New Dream“

### Компилации
- 1997 „Blue Moods“
- 1998 „The Best of Incognito“ (Япония)
- 2000 „The Best of Incognito“
- 2005 „Let the Music Play“
- 2006 „The Millennium Collection: The Best Of“

### Remix албуми
- 1996 „Remixed“
- 2000 „Future Remixed“
- 2001 „EP – Life, Stranger Than Fiction: Remixes“
- 2003 „Love X Love: Who Needs Love Remixes“
- 2005 „Feed Your Soul: Remixed“
- 2008 „More Tales: Remixed“

### Live албуми
- 1997 „Last Night in Tokyo“
- 2010 „Live in London: The 30th Anniversary Concert“
- 2015 „Live in London: The 35th Anniversary Show“